# José Mendoza Zambrano
José Mendoza Zambrano (Pisco, 24 de julio de 1982) es un exfutbolista peruano. Jugaba de centrocampista y su Ultimo equipo Fue El Cultural Santa Rosa de la Liga 2.  

## Trayectoria
Debutó profesionalmente con Universitario de Deportes en el 2003 compartiendo la defensa con Juan Manuel Vargas y jugando la Copa Libertadores 2003 jugando siempre con el número 6. En el 2004 tras una irregular campaña logra clasificar a la Copa Sudamericana 2005. La "U" junto a tierra Mendoza en el 2005 logra clasificar a la Copa Libertadores 2006. En el 2006 consigue clasificar a la Copa Sudamericana 2007.
A inicios del 2007 llega a Sporting Cristal fue presentado con el dorsal 24 aquí su estancia fue por 6 meses ya que luego ficharía por 3 años por el Veria F.C, luego de no consolidarse para la segunda parte de la temporada 2007-2008 fue enviado al Ethnikos Asteras donde tampoco logró consolidarse terminó el 2008 jugando por el Juan Aurich club al que ayudó a no descender en ese año. Para el 2009 llega al recién ascendido Inti Gas cumpliendo una aceptable campaña el año siguiente le fue muy bien personalmente ya que jugó buena cantidad de partidos.

### Vuelta a Universitario
Para el año 2011 vuelve al club que lo hizo debutar profesionalmente, jugando así la Copa Sudamericana 2011 llegando hasta cuartos de final, esto le dijo a un diario deportivo:
"Estoy feliz por volver a Universitario que era uno de mis grandes sueños, ya que considero que he venido haciendo las cosas de la mejor manera. He tenido dos años buenos en Inti Gas y le agradezco a 'Chemo' Del Solar por haberme pedido, porque eso me da confianza para empezar una gran campaña con el equipo de mis amores, porque soy hincha crema desde pequeño"
Para el año siguiente llega al Sport Huancayo club donde destacó y clasificó a la Copa Sudamericana 2013, para el 2013 según el jugador el entrenador argentino Daniel Córdoba le dijo que no lo tenía en planes para el equipo por un mensaje de Facebook y fue muy difícil ya que los equipos en ese entonces ya estaban armados.
En el 2014 jugó para el Deportivo San Simón de Moquegua que recién había ascendido, en lo personal le fui muy bien ya que fue titular en gran parte del torneo y pieza clave en el equipo pero en lo colectivo mal ya que el equipo quedó último en el acumulado terminando así por descender.
En el 2015 llega al UTC de Cajamarca cumpliendo una irregular campaña pero siendo titular en casi todos los partidos al año siguiente le fui igual siendo dirigido esta vez por Rafael Castillo y utilizando su típico número 6.
Fichó por el Sport Victoria de Ica, en el 2017. Fue uno de los mejores jugadores del conjunto iqueño junto a Anderson Cueto. Jugó en 20 ocasiones y anotó un gol.

## Selección nacional
Ha sido internacional con la selección de fútbol del Perú en 6 ocasiones. Su debut se produjo el 22 de mayo de 2005, en un encuentro amistoso ante la selección de Japón que finalizó con marcador de 1-0 a favor de los peruanos.

## Clubes
| Club                       | País   | Año       |
| -------------------------- | ------ | --------- |
| Virgen de Chapi            | Perú   | 2001      |
| América Cochahuayco        | Perú   | 2002      |
| Universitario de Deportes  | Perú   | 2003-2006 |
| Sporting Cristal           | Perú   | 2007      |
| Veria F. C.                | Grecia | 2007      |
| Ethnikos Asteras           | Grecia | 2008      |
| Juan Aurich                | Perú   | 2008      |
| Inti Gas Deportes          | Perú   | 2009-2010 |
| Universitario de Deportes  | Perú   | 2011      |
| Sport Huancayo             | Perú   | 2012      |
| Club Deportivo San Simón   | Perú   | 2014      |
| Univ. Técnica de Cajamarca | Perú   | 2015-2016 |
| Sport Victoria             | Perú   | 2017      |
| Alianza Atlético           | Perú   | 2018      |
| Comerciantes Unidos        | Perú   | 2019      |
| Cultural Santa Rosa        | Perú   | 2020      |

## Palmarés

### Copas internacionales
| Título     | Equipo             | País | Año  |
| ---------- | ------------------ | ---- | ---- |
| Copa Kirin | Selección del Perú | Perú | 2005 |